# McDonnell ADM-20 Quail

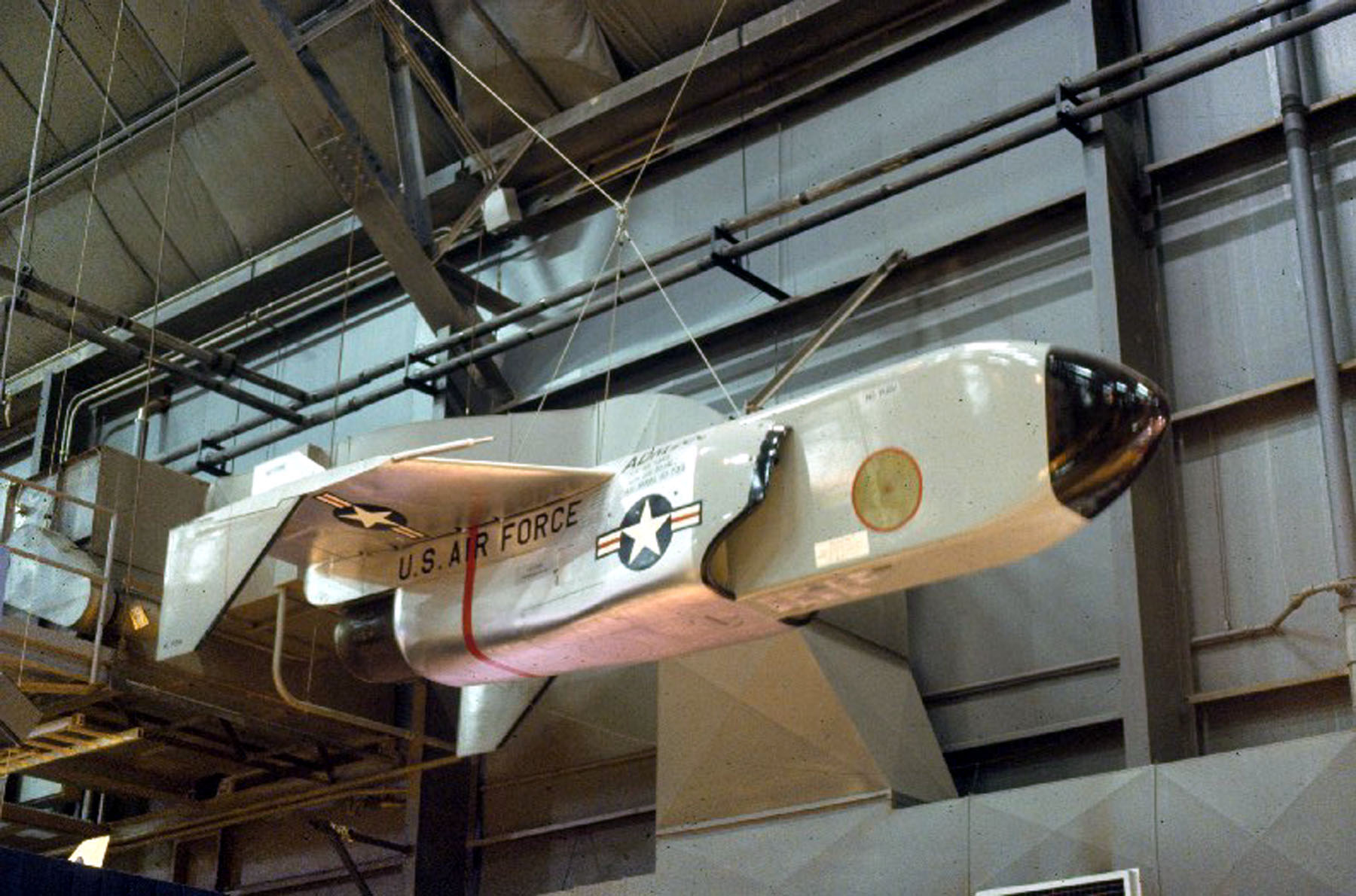
McDonnell Air Defence Missile ADM-20 Quail.

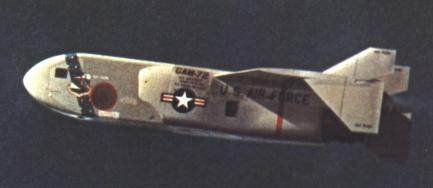
ADM-20 in de vlucht.

De McDonnell ADM- 20 Quail was een van de meest succesvolle lokvogels of “decoys” ooit door het Amerikaanse Strategic Air Command (SAC) toegepast. De Quail behoorde gedurende meer dan 10 jaar achtereen tot de standaarduitrusting aan boord van de strategische USAF-bommenwerpervloot.
| Technische specificaties | ADM-20 Quail                      |
| ------------------------ | --------------------------------- |
| Lengte                   | 3,95 m                            |
| Grootte van de vinnen    | 1,66 m                            |
| Diameter                 | 1,02 m                            |
| Massa                    | 450 kg                            |
| Motor                    | General Electric J85-GE7 turbojet |
| Brandstof                | vast                              |
| Totaal afgeleverd        | 616 stuks                         |
| Maximumsnelheid          | mach 0,9                          |
| Bereik                   | 650 km                            |
| Lading                   | Electronic Counter Measures       |

De GAM-72 (enkele jaren later hernoemd in Air Defense Missile-20) had een uitklapbare deltavleugel en was niet voorzien van een staart maar van vier verticale vinnen. McDonnell ontwierp de raket voor een gebruik op 10.700 tot 15.200 m bij een snelheid van Mach 0,75 tot 0,90. Hierbij zou het bereik liggen tussen de 414 en 716 km. De B-52 Stratofortress had er maximaal acht bij zich en de Boeing B-47 Stratojet vier of twee stuks.
De Quail was op de radar nagenoeg gelijk aan een echte bommenwerper. Alle uitvoerbare vliegbewegingen waren gelijk aan die van de B-52; bovendien kon de raket zo geprogrammeerd worden dat hij tijdens een maximale vluchtduur van 45-55 minuten minimaal twee koers- en snelheidswijzigingen kon uitvoeren. Zijn stompe kanten en verticale en dwarsvinnen produceerden een identieke radarecho als een B-52. Tevens was de raket uitgerust met de nodige storingsmiddelen zoals een transponder, chaff en flares.
SAC kreeg de eerste GAM-72 in 1960 nadat de eerste Quails de productielijn verlieten en aan de 4135th Strategic Wing, een B-52G eenheid op Eglin Air Force Base, Florida, werden afgeleverd. Het SAC-hoofdkwartier verklaarde in 1961 een met Quails uitgerust squadron van 4135th Strategic Wing operationeel en nog elf andere B-52 squadrons werden dat jaar volledig uitgerust en operationeel. In 1962 was de volledige sterkte van veertien Quail-uitgeruste B-52 squadrons met 500 Quails bereikt toen McDonnell Aircraft Corporation de laatste van de totaal 616 geproduceerde raketten afleverde.
De Quails bleven operationeel tot 1978. Hoewel SAC de raket als een effectieve goedkope hulp bij penetratiemissies bleef zien koos de USAF voor uitfasering vanwege het ontstane tekort aan onderdelen en testapparatuur. Hierdoor was het systeem steeds moeilijker te onderhouden. De laatste missie met Quails aan boord werd in 1978 gevlogen en enkele maanden later was de raket geheel uitgefaseerd. Op enkele exemplaren na werden ze alle gesloopt.

## Geschiedenis
De ontwikkeling van de Quail begon al in 1952 toen het Strategic Air Command voorzag dat bij eventuele penetratiemissies in vijandelijk gebied grote behoefte zou bestaan aan een in de lucht te lanceren lokvogel of decoy. In 1956 werd de firma McDonnell Aircraft Co. benaderd om dit te realiseren. De eerste tests begonnen in 1957 en na een succesvolle zweefvlucht en diverse motorisch aangedreven vluchten met een gemiddelde duur van een kwartier waarbij afstanden tussen de 145 en 166 km werden afgelegd, kreeg de firma in 1958 de officiële fabricage-order.
De raket werd aangedreven door een General Electric J85-motor; dezelfde die ook voor de Northrop T-38 Talon werd gebruikt. Deze motor werd later technisch verbeterd maar door de extra massa werd het bereik van de Quail hierdoor kleiner.
Na de nodige operationele levensjaren ontstonden er problemen; de betrouwbaarheid liep terug en door de verbeteringen in Sovjet radars was de Quail minder effectief geworden. Tijdens in 1972 uitgevoerde tests identificeerden de radarcontrollers de echte B-52 in 21 van de 23 uitgevoerde vluchten. De USAF besloot dat de Quail niet langer als lokvogel kon dienen en besliste tot uitfasering.